# Костёл Святого Лаврентия (Видянишкяй)
Костёл Святого Лаврентия — католический храм в селе Видянишкяй Молетского района Литвы.
В 1549 году в селе была построена первая деревянная церковь. В 1618 году началось строительство кирпичного храма. Рядом с новой церковью был устроен мавзолей рода князей Гедройцев. В 1618—1620 годах была построена современная каменная церковь (освящена в 1654 году) и 2-этажный каменный монастырь. Мартинас Гедрайтис подарил ему имение Виденишкяй и 4 поместья (на подаренных землях было около 200 дымов). Церковь и монастырь сильно пострадали в 1655—1661 году в войне. Отреставрированная церковь была освящена в 1684 году.
В 1783 году, после того как церковное верховенство отняло у монастыря многие земли, инфулатура была упразднена. В XVIII веке при монастыре находилась церковно-приходская школа. Миколас Антонявичюс 1750—1751 гг. подарил церкви колокола, в 1801 году храм был отреставрирован.
Реставрация церкви также проходила в 1926 и 1956 годах.